# Раздзогское сельское поселение
Раздзогское се́льское поселе́ние — муниципальное образование в Правобережном районе Северной Осетии Российской Федерации.
Административный центр — село Раздзог.

## История
Статус и границы сельского поселения установлены Законом Республики Северная Осетия-Алания от 5 марта 2005 года № 17-рз «Об установлении границ муниципального образования Правобережный район, наделении его статусом муниципального района, образовании в его составе муниципальных образований - городского и сельских поселений и установлении их границ»

## Население
| 2002 | 2010 | 2011 | 2012 | 2013 | 2014 | 2015 |
| ---- | ---- | ---- | ---- | ---- | ---- | ---- |
| 487  | ↗513 | ↘512 | ↘503 | ↘501 | →501 | ↗504 |
| 2016 | 2017 | 2018 | 2019 | 2020 | 2021 | 2023 |
| →504 | ↗505 | →505 | ↘500 | ↗504 | ↗523 | ↘514 |
| 2024 | 2025 |      |      |      |      |      |
| ↘513 | ↗518 |      |      |      |      |      |

## Состав сельского поселения
| № | Населённый пункт | Тип населённого пункта       | Население |
| - | ---------------- | ---------------------------- | --------- |
| 1 | Раздзог          | село, административный центр | ↗518      |